# Tři sanmarinské pevnosti

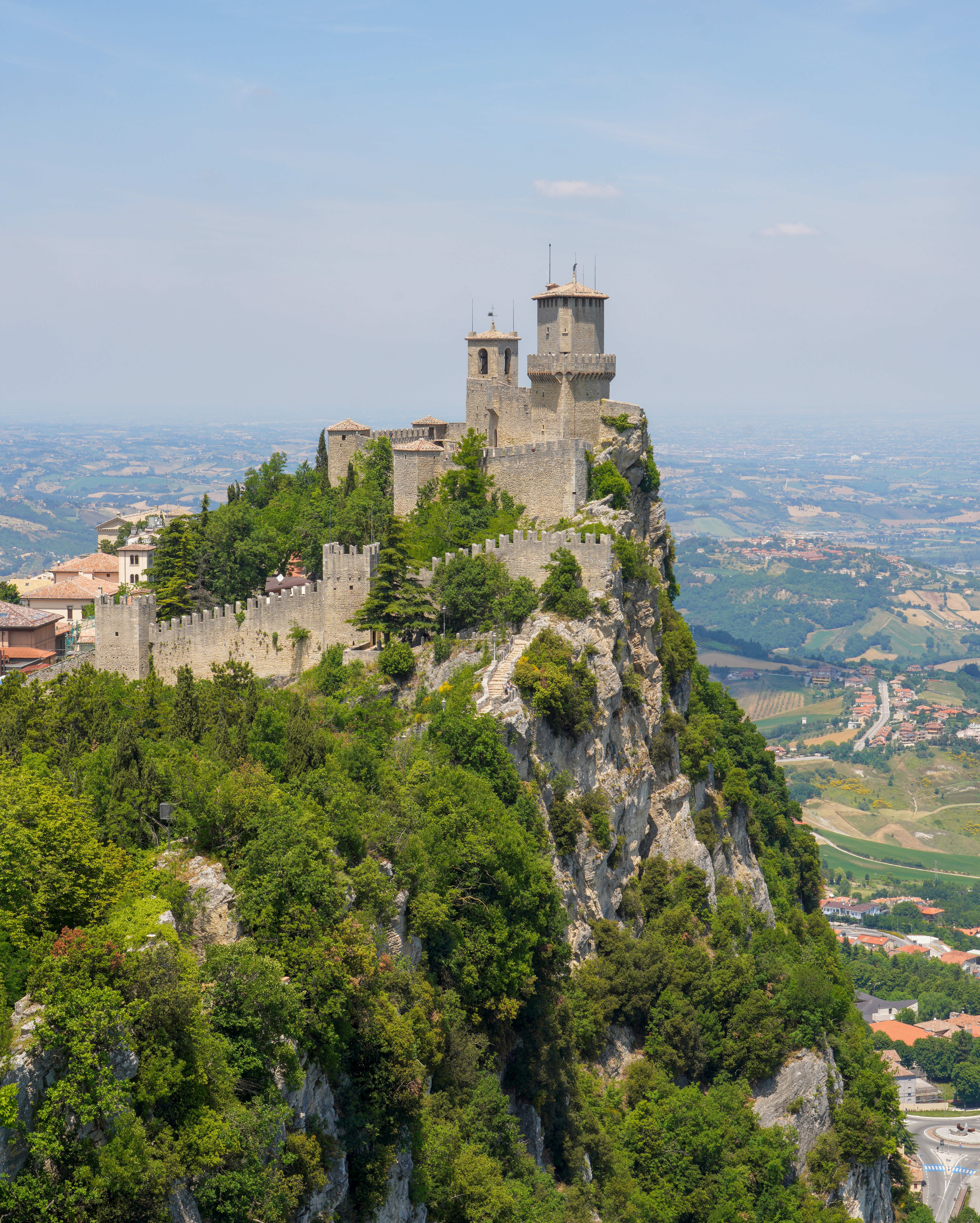
La Guaita

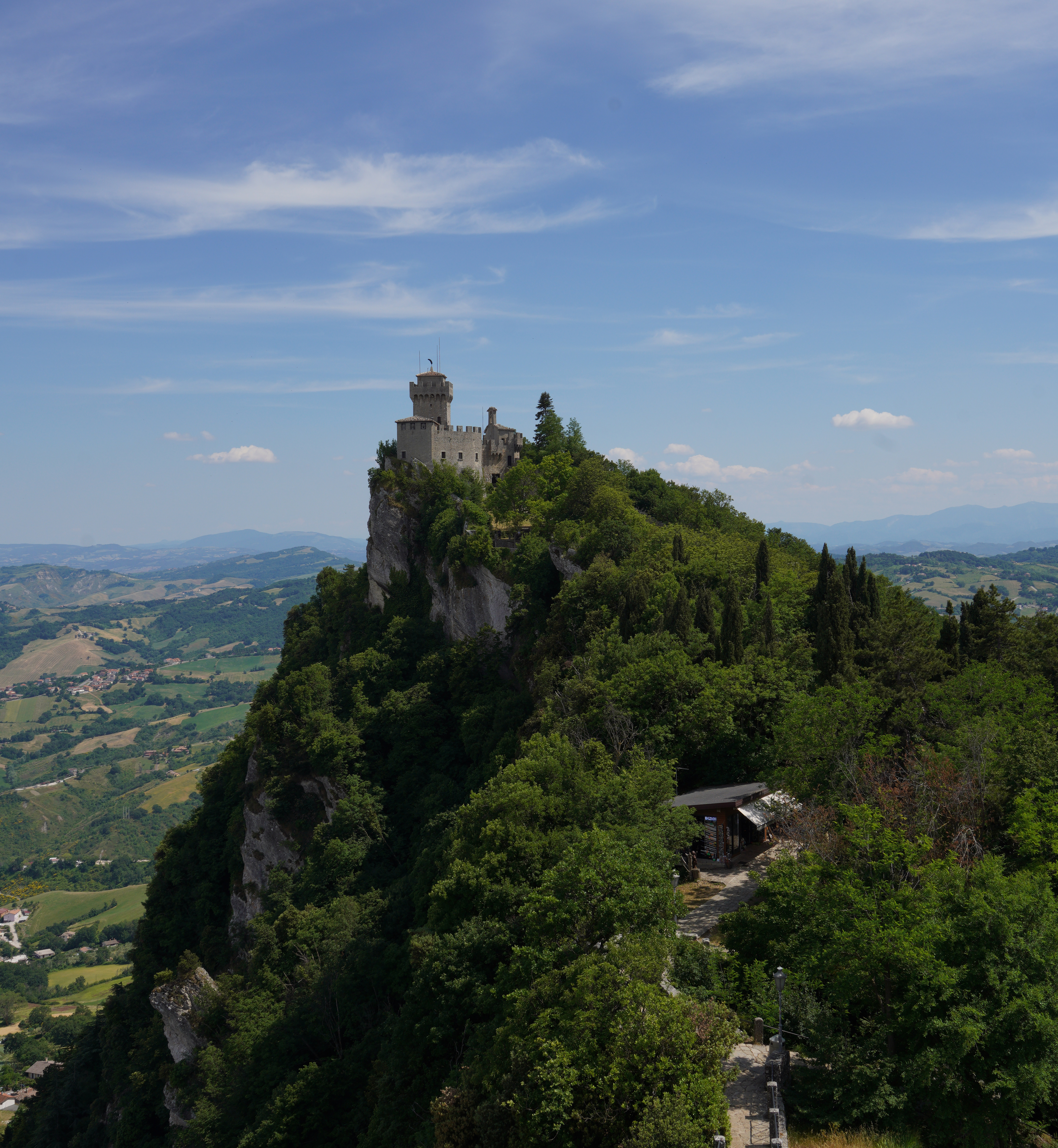
La Cesta

Tři sanmarinské pevnosti je označení skupiny pevností nacházející se v San Marinu. Pevnosti se rozkládají na třech vrcholech hory Monte Titano v hlavním městě San Marino. Tři sanmarinské pevnosti jsou zobrazené i na vlajce San Marina a na státním znaku San Marina. San Marino má také dort známý jako La Torta Di Tre Monti (dort tří hor/pevností), který je také symbolem území.

## První pevnost
La Guaita je nejstarší a také nejznámější ze tří pevností, byla postavena v 11. století, aby bránila San Marino před nepřáteli. Sloužila také jako vězení. Nachází se na vrcholu La Rocca (751 m).

## Druhá pevnost
La Cesta se nachází na nejvyšším vrcholu hory Monte Titano La Fratta (756 m). Postavena byla ve 13. století pro zvýšení bezpečnosti města San Marino. V pevnosti je muzeum historických zbraní na počest Svatého Marina, které bylo otevřeno roku 1956.

## Třetí pevnost

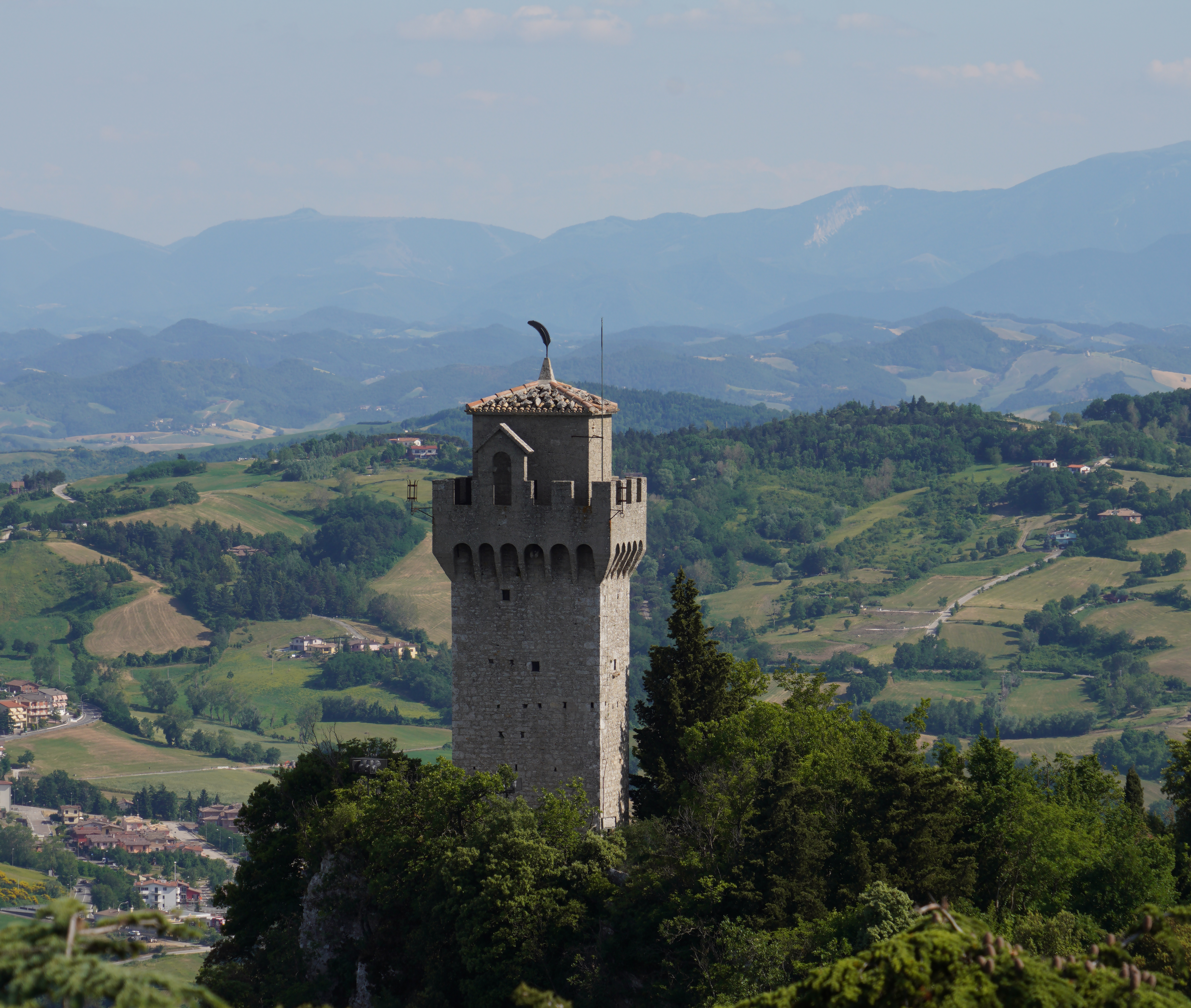
Il Montale

Il Montale se nachází na západním a nejmenším vrcholu hory Monte Titano La Montale (738 m). Postavena byla ve 14. století a zkompletizovala tak obranný systém San Marina. Na rozdíl od pevností Guaita a Cesta není otevřena veřejnosti.